# Равер
Раве́р (перс. راور‎) — административный центр шахрестана Равер, самый северный город в провинции Керман на востоке Ирана. Он расположен на расстоянии 140 километров от города Керман, который является центром провинции. Согласно официальной переписи 2006 г., население Равера составляло 21 910 человек. Равер располагается на пути из Шехдада в Керман, который проходит через соляную пустыню. По некоторым данным, порядка 16 веков назад, Равер был местом жизни зороастрийцев, и они называли город «Хавар-Замин», то есть, «восточная земля». К северу от города располагается пустыня Центральный Дешт-е Лут, к востоку — пустыня Керманский Дешт-е Лут, к югу — город Заранд, а к западу — города Рефсенджан и Бафк.

## Социально-демографические характеристики
Город населен мусульманами-шиитами, которые говорят на персидском языке. На местном диалекте население говорит реже, чем в других районах провинции Керман.

## Погода и климат
Центр шахрестана Равер географически расположен на следующих координатах: 56 градусов восточной долготы и 31 градус 15 минут северной широты. Он находится на высоте 1175 метров над уровнем моря. В Равере сухой и умеренный климат, а годовое количество осадков составляет 95 мм. Сельское хозяйство в регионе осуществляется путем орошения, только половина земель является пригодной к обработке. Равер расположен в горном регионе, и поэтому климат в нем достаточно холодный, но в местностях, близких к пустыне Дешт-е Лут, климат — теплый и умеренный.

## Экономика
Экономика региона, где располагается город Равер, основана на сельском хозяйстве, животноводстве и традиционных ремеслах, а предметом экспорта шахрестана являются ковры, фисташки и хлопок. Ковроткачество является наиболее важной отраслью ремесла этого района.

### Сельское хозяйство и животноводство
Что касается сельскохозяйственной продукции, то в Равере производятся фисташки, пшеница, ячмень, хлопок, гранаты, виноград, инжир и овощи. А животноводство данного района включает в себя разведение крупного рогатого скота, овец и домашней птицы.

### Ковроткачество
До того, как в Равере быстро распространилось ковроткачество и город получил свою известность благодаря ему, в нем существовали ремесла по изготовлению шали, изготовлению холста, изготовлению ковров-килимов, изготовлению скатертей, причем большее внимание уделялось именно изготовлению холста, поскольку в прошлом большинство одежды изготовлялось из холщовой ткани, а также в регионе Равер были многочисленные заросли кустарника Линнея. Ковры этого города и региона сделаны в стиле ардебили и кермани, и на них вытканы пустыни, деревья, леса, кустарники, а также изображение Шаха Аббаса и тюльпаны. В области Тадж-Кух, на северо-западе Равера, располагается месторождение свинца, а на западе региона — месторождение меди. Сегодня экономика города и региона развивается медленно, хотя раньше он мог соперничать по уровню развития даже с соседними останами.

### Сувениры
Что касается сувениров, которые можно раздобыть в Равере, то к ним относятся фисташки, раверские ковры, пользующиеся мировой славой. Рисунок ковра, известный как «Соррам» или «Три куропатки», являются самыми известными рисунками таких ковров, которые и сегодня плетутся в Равере и отличаются умелостью исполнения и красотой.